# Bánh giọt mưa
Bánh giọt mưa là một món tráng miệng được làm từ nước và thạch agar với hình dạng giống giọt mưa. Món ăn đã trở nên nổi tiếng ở Nhật Bản và sau đó thu hút được sự chú ý từ quốc tế.

## Lịch sử
Ban đầu đây là một món tráng miệng có tên mizu shingen mochi (水信玄餅, thủy Tín Huyền bính), món ăn này là sự cải tiến từ món tráng miệng truyền thống của Nhật Bản shingen mochi (信玄餅, Tín Huyền bính).

### Shingen Mochi
Shingen mochi được tạo ra bởi Daimyō Takeda Shingen như một loại thực phẩm khẩn cấp trong thời kỳ Chiến Quốc, với nguyên liệu chính là bột gạo và đường.

### Mizu Shingen Mochi
Vào năm 2013, công ty Kinseiken Seika, tỉnh Yamanashi, đã nảy ra ý tưởng tạo ra món nước có thể ăn được và là một trong những cửa hàng đầu tiên bán món này vào các ngày cuối tuần, trong đó mizu (水, thủy) có nghĩa là nước và shingen mochi là một loại bánh gạo ngọt (mochi) do công ty sản xuất. Món tráng miệng nhanh chóng tạo nên một hiện tượng lan truyền và mọi người đã đến các cửa hàng phục vụ mizu shingen mochi để trải nghiệm món ăn này.
Darren Wong đã giới thiệu món bánh ở Hoa Kỳ, thành phố New York tại hội chợ ẩm thực Smorgasburg tháng 4 năm 2016. Ngay sau đó, nhà hàng Yamagoya ở Luân Đôn dành bốn tháng để phát triển một phiên bản khác của món ăn. Các bộ dụng cụ hỗ trợ làm món tráng miệng tại nhà đã được sản xuất và bày bán. Món ăn cũng được đề cập trên các phương tiện truyền thông dòng chính ở Mỹ là The Today Show, BuzzFeed và ABC News.

## Mô tả
Bánh giọt nước được làm từ nước khoáng và thạch agar; do đó, món ăn hầu như không có calo. Nguồn nước được lấy ở núi Kaikoma của dãy Alps phía Nam Nhật Bản, có vị ngọt nhẹ. Bột agar làm từ rong biển dành cho người ăn chay/thuần chay được dùng làm nguyên liệu thay thế cho gelatin. Sau khi đun nóng, hỗn hợp nước và bột agar được đổ vào khuôn làm nguội. Một loại xi-rô giống mật mía, có tên kuromitsu và bột đậu nành, được gọi là kinako, sẽ được để ra bên cạnh ăn kèm. Món bánh trông giống như một giọt mưa trong suốt, mặc dù nó cũng được so sánh với túi ngực và sứa. Món tráng miệng này khá vô vị, nó tan chảy khi đưa vào miệng và phải được ăn ngay lập tức, nếu không sẽ bắt đầu hóa lỏng và bay hơi sau khoảng hai mươi phút.

## Thư viện ảnh

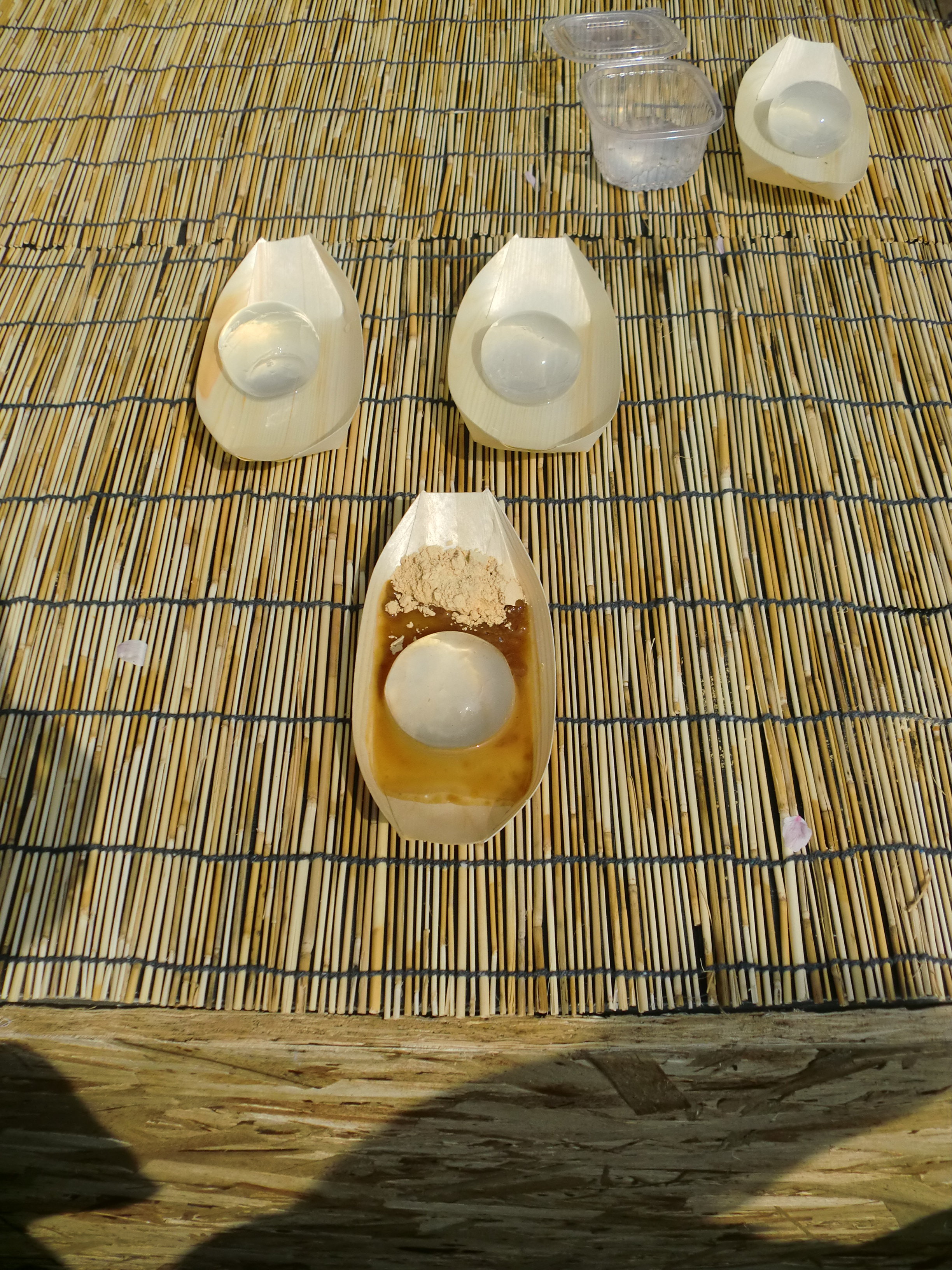
Bánh giọt mưa chụp ở Changwon, Gyeongsangnam-do.
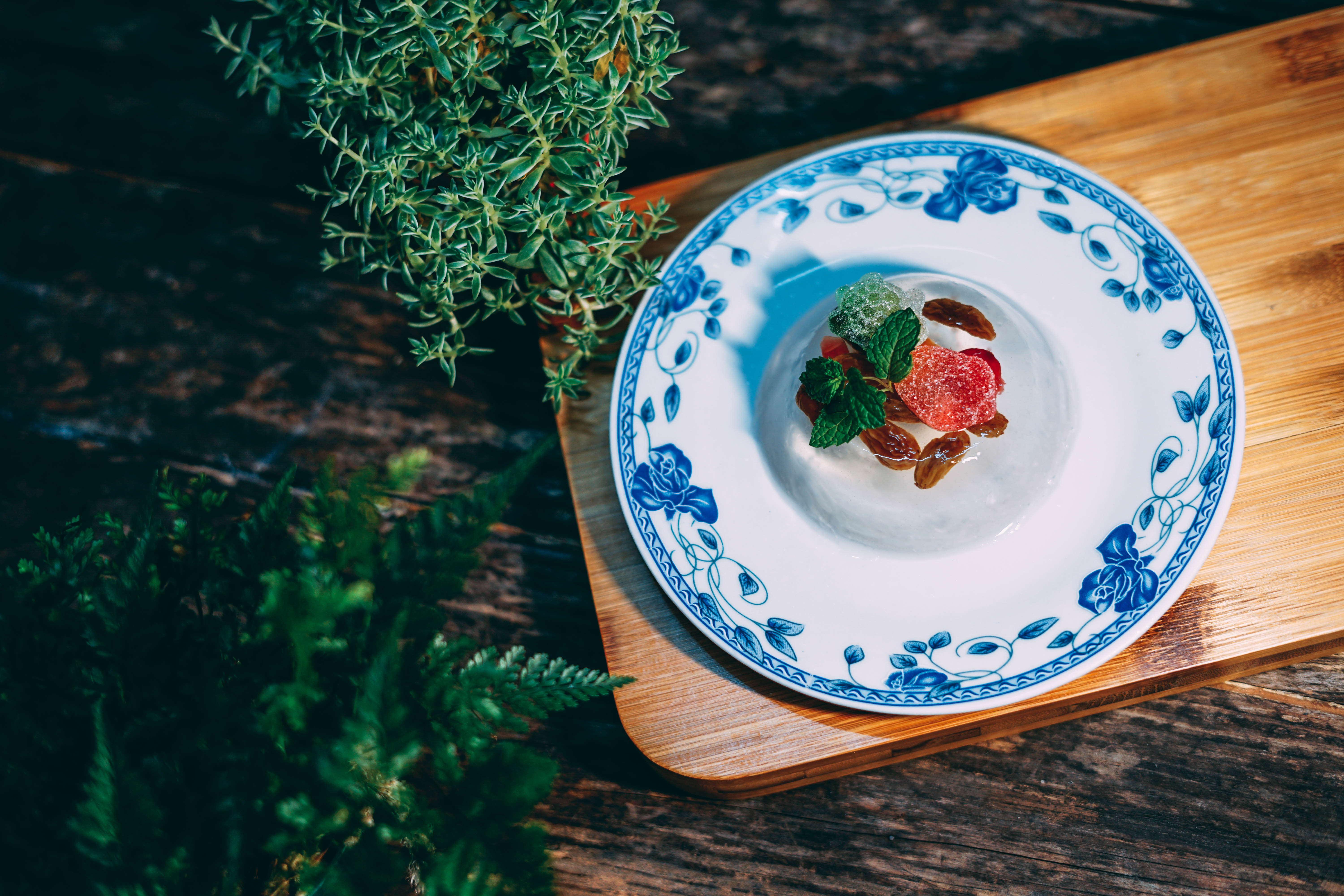
Bánh giọt mưa có nhân trái cây và hạt.
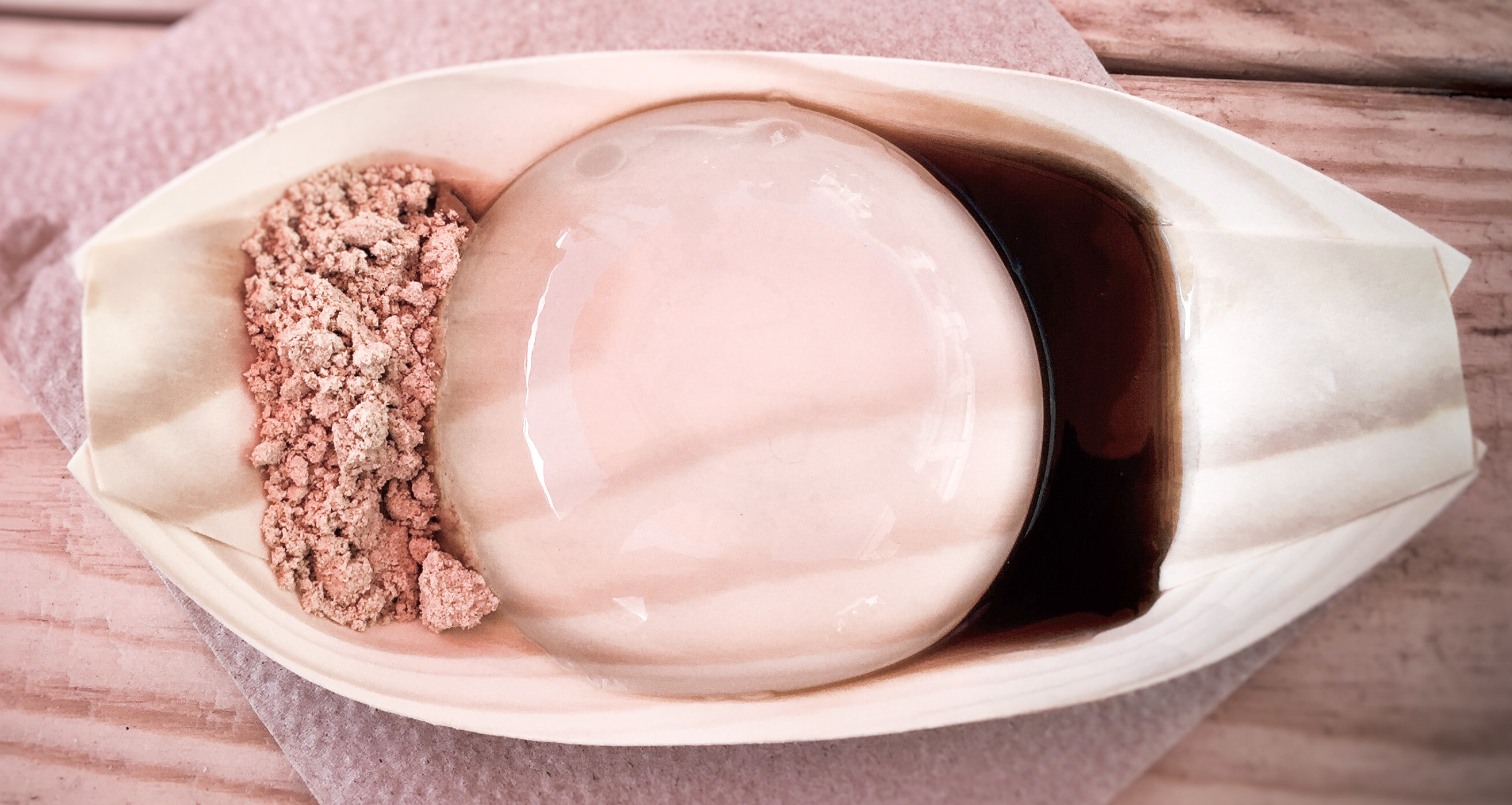
Bánh giọt mưa ăn kèm với kuromitsu và kinako.